# فرانك هاولي (مهندس)
فرانك هاولي (بالإنجليزية: Frank Hawley)‏ هو مهندس أمريكي، ولد في 1954.